# Infréquentable
Albums de Bénabar
Reprise des négociations
(2005) Les Bénéfices du doute
(2011)
Singles
1. L'Effet papillon
Sortie : 1er septembre 2008
2. À la campagne
Sortie : février 2009
3. Infréquentable
Sortie : juillet 2009
4. Pas du tout
Sortie : décembre 2009

Infréquentable est le cinquième album studio du chanteur Bénabar, sorti en 2008.
Il s'est classé en tête du Top Albums en France la semaine de sa sortie et s'est vendu à 1,2 million d'exemplaires.

## Liste des titres
| No  | Titre              | Durée |
| --- | ------------------ | ----- |
| 1.  | L'Effet papillon   | 4:13  |
| 2.  | Allez !            | 3:40  |
| 3.  | Les Numéros        | 3:03  |
| 4.  | Malgré tout        | 3:33  |
| 5.  | Tout lu tout vu    | 3:11  |
| 6.  | Pas du tout        | 2:28  |
| 7.  | Où t'étais passé ? | 2:58  |
| 8.  | Voir sans être vu  | 4:12  |
| 9.  | À la campagne      | 3:47  |
| 10. | Les Reflets verts  | 2:59  |
| 11. | Si j'avais su      | 3:22  |
| 12. | Infréquentable     | 3:21  |

## Classements hebdomadaires
| Classement (2008)            | Meilleure position |
| ---------------------------- | ------------------ |
| Belgique (Wallonie Ultratop) | 1                  |
| France (SNEP)                | 1                  |
| Suisse (Schweizer Hitparade) | 6                  |

## Certifications
| Pays          | Certifications |
| ------------- | -------------- |
| France (SNEP) | Or             |